# Korbschläger

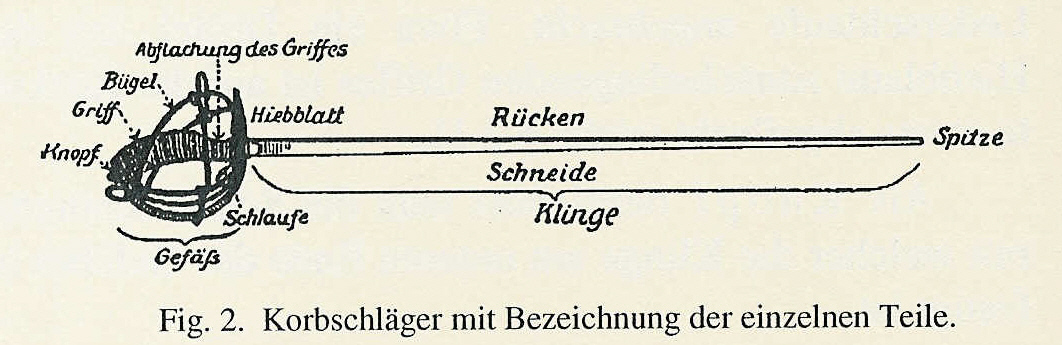
Korbschläger, 1906

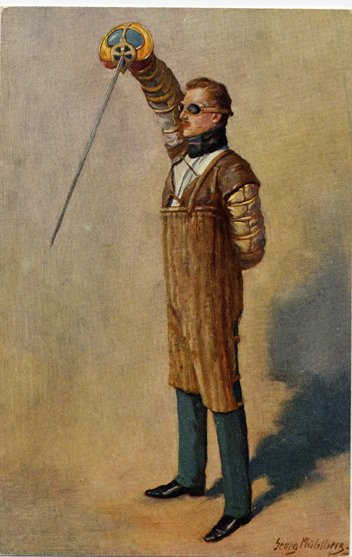
Georg Mühlbergs Der Herr Paukant - een voorbeeld van een student met een Korbschläger in de hand

De Korbschläger (afgekort Korb) is een Duitse benaming voor een soort degen die voornamelijk wordt gebruikt bij het uitoefenen van de mensuur. Het wapen wordt nog steeds gebruikt in studentencorporaties die zich houden aan de Centraal-Europese tradities. Het wapen is genoemd naar zijn bescherming in de vorm van een “mand” rond het handvat.

## Traditie
De Korbschläger is een van de twee versies van een "Mensurschläger". Het is de tegenhanger van de "Glockenschläger". De Korbschläger bevat een lemmet, doorn of angel (lange pen) en een heft. De vorm van de heft onderscheidt de Korbschläger van andere varianten zoals de degen, sabel, floret of een zwaard.
Het wapen heeft een soort van mand rond zijn heft. Deze is toegevoegd met het doel de hand te beschermen.

## Geschiedenis
Het wapen werd ontwikkeld met de rapier als basismodel. De eigenlijke versie kwam er na 1767 door Göttinger Hieber. De rapier werd voornamelijk gebruikt door de rijke burgerij. Zij waren echter op zoek naar een meer modebewust model. Het ging hun minder om de functionele doelstelling van het wapen, maar meer over de bijpassende sierlijkheid.

## De onderdelen
De Korbschläger heeft verschillende onderdelen, net zoals de meeste verwanten. Het wapen bestaat uit de twee basisonderdelen: een handvat en een kling. Er zijn echter meer onderdelen:
- Lemmet: het eigenlijke blad of kling van het blanke wapen, bestaand uit een punt, snijkant, tegensnijkant en platte kanten om verwondingen aan te brengen
- Korf: het omhulsel rond het handvat met als doel het hand te beschermen (ook mand genoemd)
- Handvat: het eigenlijke gedeelte waaraan men had wapen vastheeft (ook heft of handgreep genoemd)
- Riem: vingerriem vooraan aan de handgreep als versterking van de greep
- Hauptparierbügel: een ijzeren bovenstuk boven het handvat
- Nebenparierbügel: een ijzeren onderstuk onder het handvast
- Vellen (stof): losse vellen stof rond de korf, vaak in de kleuren van het corps
- Derde en vierde schijf: twee extra schijven vooraan aan het handvat, verwerkt in de korf met beschermend doel

## Verschillende soorten
De Korbschläger bestaat in verschillende soorten, deze onderscheiden zich vaak op basis waarvoor ze gebruikt worden.
- Paukschläger: een botte versie van de Korbschläger, wapen voor oefenwedstrijden
- Paradeschläger: een botte versie met voornamelijk een ceremoniële functie, vaak sierlijk afgewerkt zonder enige vechtfunctie
- Mensurschläger: een scherpe versie voor het schermen van duels.